# سونيا إيدي
سونيا إيدي (بالإنجليزية: Sonya Eddy)‏ (و. 1967  م) هي ممثلة، وممثلة تلفزيونية أمريكية، ولدت في كونكورد، كونترا كوستا، كاليفورنيا.

## التعليم
تعلمت في جامعة كاليفورنيا، دافيس.

## وصلات خارجية
- سونيا إيدي على موقع IMDb (الإنجليزية)
- سونيا إيدي على موقع ألو سيني (الفرنسية)
- سونيا إيدي على موقع ميوزك برينز (الإنجليزية)
- سونيا إيدي على موقع أول موفي (الإنجليزية)
- سونيا إيدي على موقع قاعدة بيانات الأفلام السويدية (السويدية)
- سونيا إيدي على موقع قاعدة بيانات الفيلم (الإنجليزية)
- سونيا إيدي على موقع كينوبويسك (الروسية)